# Die Neue – Eine Frau mit Kaliber
Die Neue – Eine Frau mit Kaliber ist eine 14-teilige Krimiserie von ORF 1 und Sat.1, die 1997 als weibliches Gegenstück zu Stockinger und Kommissar Rex produziert wurde. Sie hatte am 6. August 1998 auf ORF 1 Premiere und wurde ab 5. Oktober 1998 auch wöchentlich auf Sat.1 ausgestrahlt. Dennoch stieß sie wie schon Stockinger nur bedingt auf Zuschauerinteresse mit einem Marktanteil unter der Zielmarke von 15 %, sodass sie ohne Finale abgesetzt wurde. 2003 ist der Pilotfilm Jagdfieber auf DVD erschienen.

## Handlung
Bezirksinspektorin Lisa Engel übernimmt eine heruntergekommene und längst aufgegebene Polizeistation am Mondsee. Dort muss sie sich zunächst mit ihrem Vorgänger, dem inzwischen pensionierten Bezirksinspektor Rudi Aschenbrenner, arrangieren und sich im Verlauf ihres Aufenthalts in den österreichischen Bergen mit Kriminalfällen aller Art beschäftigen.

## Episoden
Bei der deutschen Erstausstrahlung 1998/99 wurden die Episoden in folgender Reihenfolge gezeigt:
1. Jagdfieber (Pilotfilm). Gastrollen: Johannes Silberschneider, Karl Merkatz
2. Brennendes Geheimnis. Gastrollen: Wolfgang Böck, Otto Grünmandl
3. Gefährliche Spiele. Gastrollen: Gregor Seberg, Nina Proll
4. Die schwarze Maria. Gastrollen: Franz Buchrieser, Klaus Ofczarek, Dietrich Siegl
5. Tote leben länger. Gastrollen: Jan Josef Liefers, Michou Friesz
6. Der schwarze Hai. Gastrollen: Herbert Föttinger, Wolfgang Pissecker
7. Verhängnis. Gastrollen: Fritz Karl, Manfred Lukas-Luderer
8. Mozarts Erben. Gastrolle: Axel Milberg
9. Ein tiefer Fall. Gastrollen: Andrea Eckert, Lotte Ledl
10. Auge um Auge. Gastrolle: Dietrich Siegl
11. Jugendsünden. Gastrollen: Georg Schuchter, Stephan Paryla-Raky
12. Stille Nacht, tödliche Nacht. Gastrolle: Huub Stapel
13. Betriebsausflug. Gastrolle: Rudolf Kowalski
14. Nur der Tod ist umsonst. Gastrolle: Stefan Matousch

Beim Pilotfilm Jagdfieber und einigen weiteren Episoden führte Jörg Grünler Regie, der auch das Buch dazu schrieb. Weitere Regisseure waren Detlef Rönfeldt und Michael Zens. Drehbücher zu einigen Folgen stammen von Ralph Werner sowie Nikolaus Schmidt.